# Lilly Lundequist
Lilly Lundequist, (Julia Sofia) född 29 september 1847, död 19 februari 1925 i Undersåkers församling, var en svensk författare och översättare, verksam sina sista år i Hålland. Hon finns representerad i Den svenska psalmboken 1986 med bearbetning av ett verk (nr 281). I Sionstoner 1889 och flera andra frikyrkliga psalmböcker fanns hennes översättning av Lydia Baxters väckelsepsalm Gate Ajar for Me, Det finns en port, som öppen står. Den blev också publicerad i den svenska psalmboken och i Hemlandssånger 1891 (nr 478) med en översättning av Erik Nyström, under titelraden Jag vet en port som öppen står. Hennes arbeten publicerades ofta, som seden bjöd under hennes livstid, enbart med signaturen L.L.

## Psalmer
- Det finns en port, som öppen står (Sionstoner nr 309) Finns på Wikisource.
- Evigt stor i makt och ära (nr 12 i Hemlandssånger 1891) Finns på Wikisource.
- Har du sett, hur träden fälla (Ur Segertoner till L. L. nr 466 i Hemlandssånger 1891)
- Kom, Helige Ande, jag beder (nr 169 i Svenska Missionsförbundets sångbok 1920)
- Mer helighet giv mig (1986 nr 281, nr 276 i Svenska Missionsförbundets sångbok 1920) Översättning från Sankeys sånger. Finns på Wikisource.
- När han kommer, när han kommer (nr 358 i Sionstoner 1889) Finns på Wikisource.
- O, djup av barmhärtighet (nr 236 i Svenska Missionsförbundets sångbok 1920.)
- O konung, över alla stor (nr 712 i Svenska Missionsförbundets sångbok 1920.) Finns på Wikisource.
- O, låten små barnen nr 117 i Svensk söndagsskolsångbok 1908 Finns på Wikisource.
- Vi få mötas i Eden en gång (nr 21 i Sånger till Lammets lof 1877) Finns på Wikisource.